# Abudad
Abudad (in avestico Gavaevodata) è il toro sacro della mitologia persiana. Il toro originario fu creato da Ormuzd ed avvelenato da Ahriman. Dal suo fianco destro (secondo altre versioni, dal suo omero, oppure dalla sua gamba) nacque l'uomo primigenio, da quello sinistro l'animale primigenio e dal suo corpo nacquero le piante. Una variante del mito dà questo nome alla pietra su cui Ormuzd depose il proprio seme originando tutto il creato.